# الجمعية الفيزيائية البرازيلية
الجمعية الفيزيائية البرازيلية (بالبرتغالية: Sociedade Brasileira de Física) هي جمعية مدنية شكلها الفيزيائيون في البرازيل. تأسست في 14 يوليو 1966، ويقع المقر الرئيسي للجمعية في مدينة ساو باولو. أول رئيس لها كان أوسكار سالا.

## التاريخ
تم إنشاء الجمعية الفيزيائية خلال الاجتماع السنوي الثامن عشر لـ جمعية النهوض بالعلوم الذي عقد في بلوميناو، سانتا كاتارينا في البرازيل. حدث التأسيس في 14 يوليو 1966 في قاعة مكتبة بلدية فريتز مولر. كان المشاركون في هذا الاجتماع من الباحثين والمدرسين وطلاب الفيزياء الذين تم استدعاؤهم برسائل فردية مرسلة إلى جميع أعضاء القطاع المادي في جمعية النهوض بالعلوم.